# Urgences (émission de télévision)
Ne doit pas être confondu avec Urgences (série télévisée).
Urgences est une émission télévisée mensuelle de genre reality show, présentée par Jean-Claude Bourret, diffusée du 6 septembre 1991 au 20 mars 1992 sur La Cinq.

## Historique
Urgences est un reality show, adapté du format américain On Scene: Emergency Response présenté par Dave Forman et diffusé de 1990 à 1994 sur NBC.